# Малая Черниговка (Самарская область)
 Ма́лая Черни́говка  — поселок в Большечерниговском районе Самарской области, входит в состав сельского поселения Августовка.

## География
Находится на расстоянии примерно 9 километров по прямой на запад-северо-запад от районного центра села Большая Черниговка. Расположено на берегу реки Кочевная.

## Население
Постоянное население составляло 158 человек в 2002 году (русские 34 %, казахи 29 %), 98 в 2010 году.

## Галерея

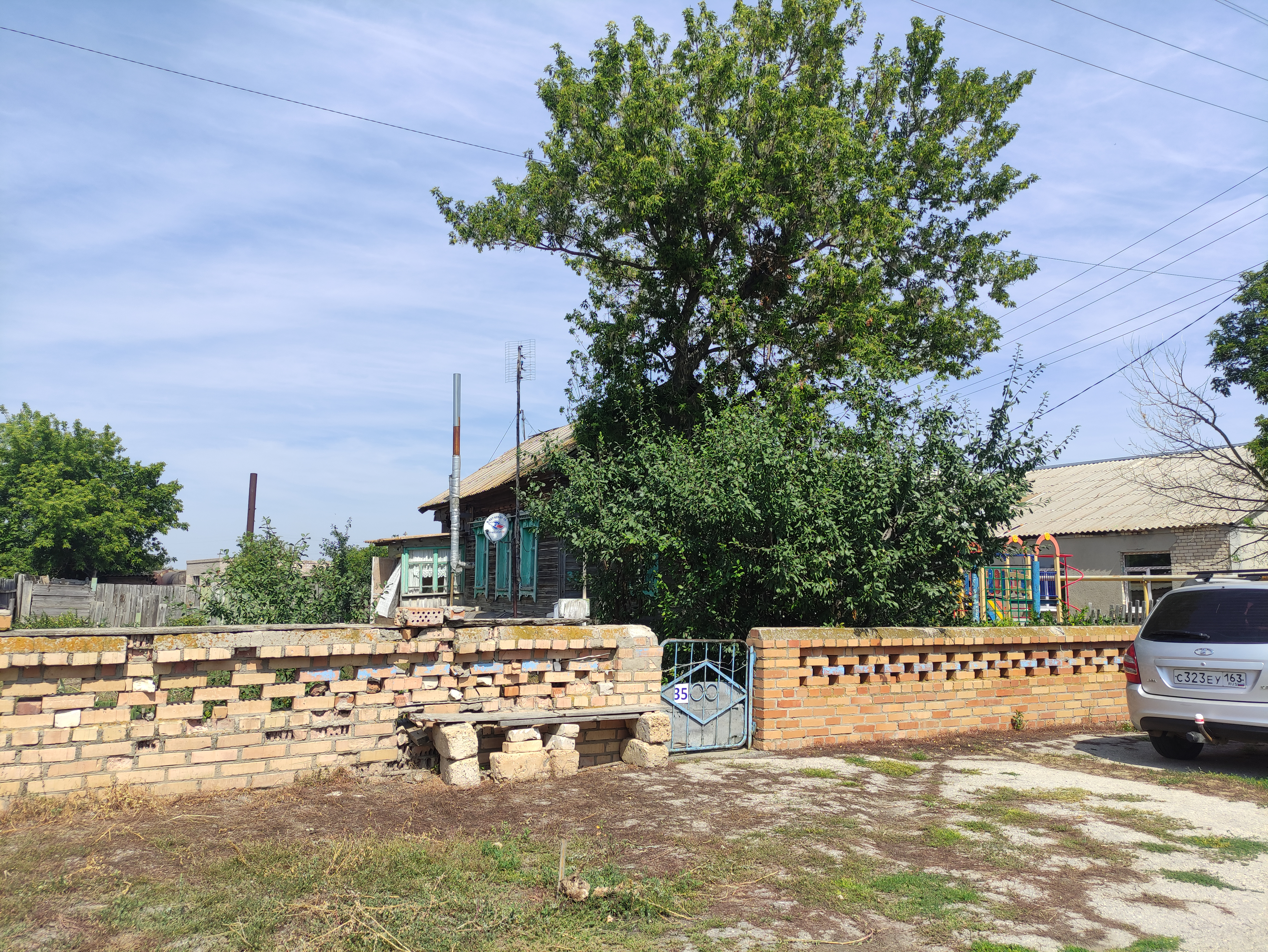
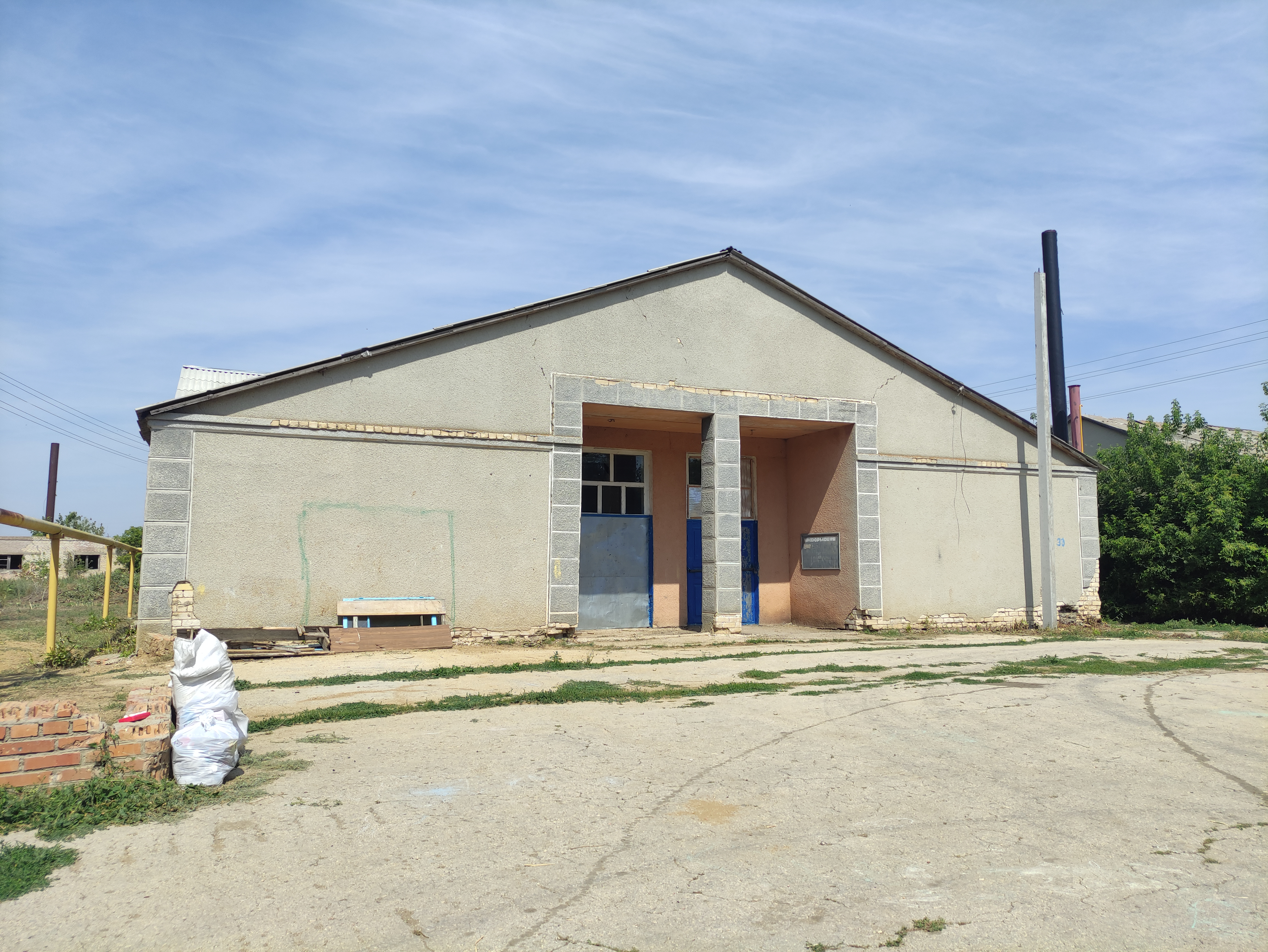
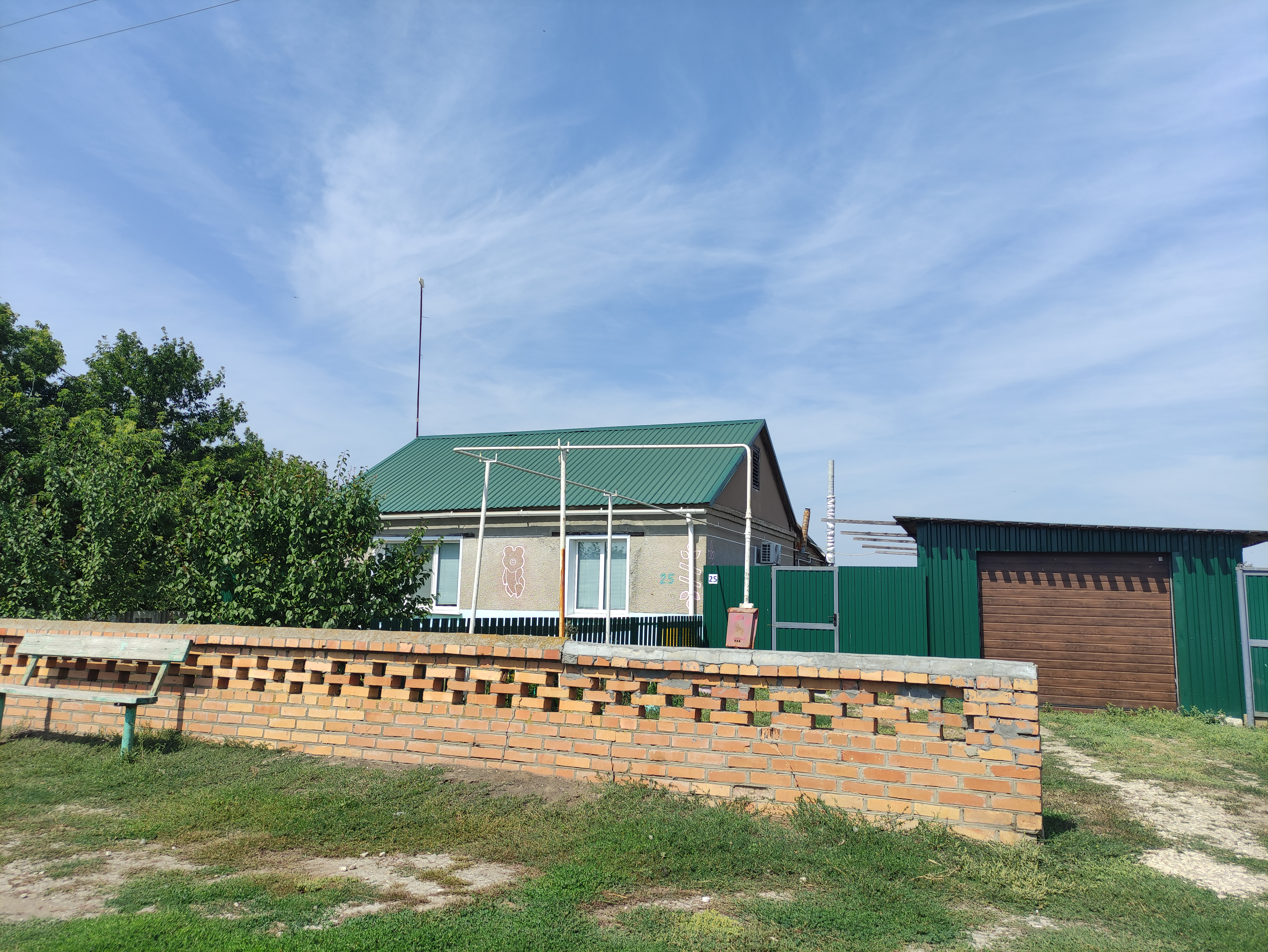
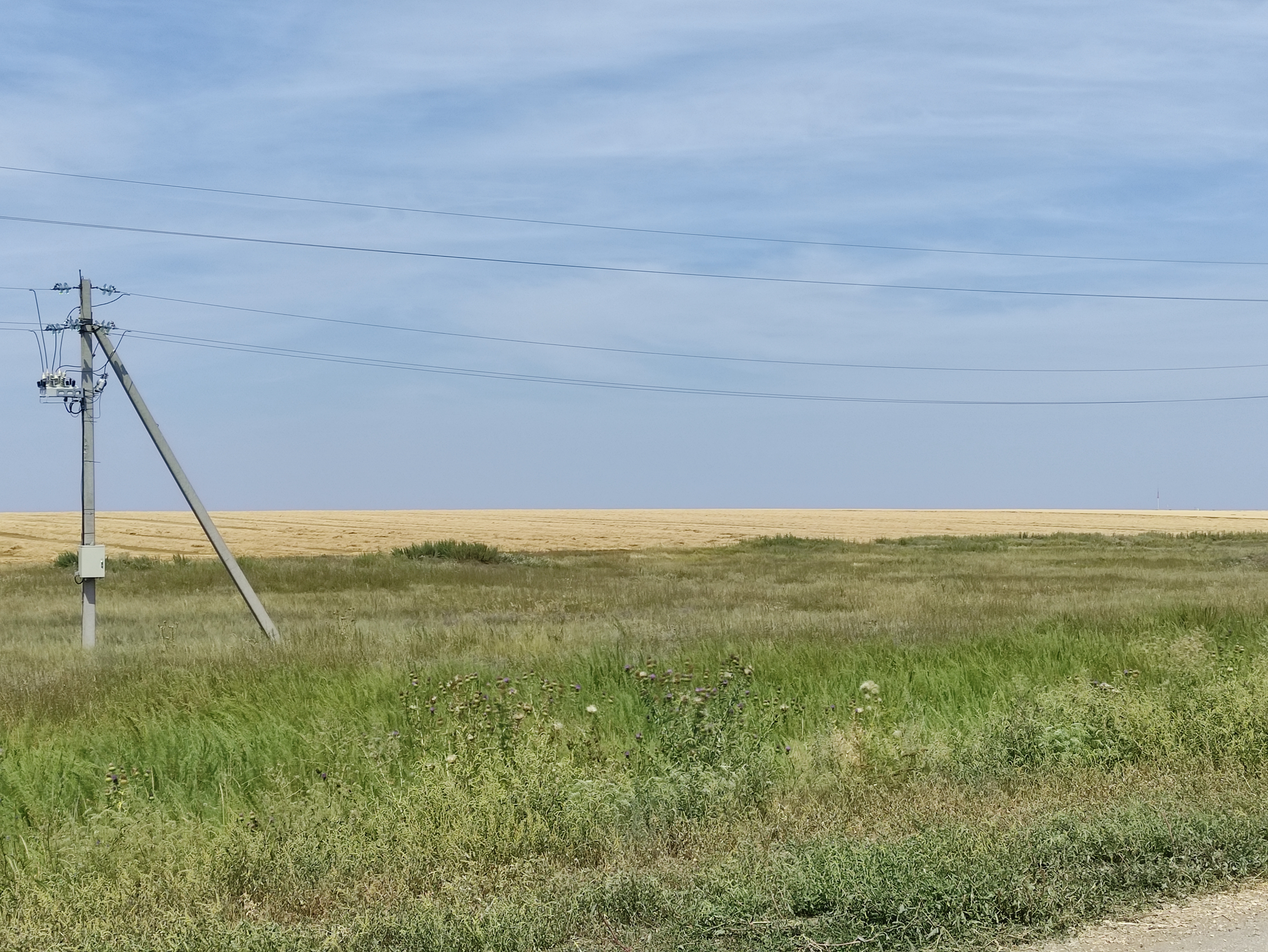